# Брамвел (Западна Вирџинија)
Брамвел (енгл. Bramwell) град је у америчкој савезној држави Западна Вирџинија.

## Демографија
По попису из 2010. године број становника је 364, што је 62 (-14,6%) становника мање него 2000. године.
| Група             | 2000.       | 2010.       |
| Белци             | 380 (89,2%) | 350 (96,2%) |
| Афроамериканци    | 42 (9,9%)   | 12 (3,3%)   |
| Азијати           | 0 (0,0%)    | 0 (0,0%)    |
| Хиспаноамериканци | 2 (0,5%)    | 1 (0,3%)    |
| Укупно            | 426         | 364         |